# Regió d'Ístria
Ístria (en croat i eslovè, Istra; en vènet i italià, Istria; llatí Istria o Histria) és una península situada a l'extrem nord de la mar Adriàtica, entre Trieste (antiga Tergeste) al golf de Venècia, i Rijeka (italià Fiume) al golf de Kvarneric (italià Golfo di Quarnero). És la península més gran i més densament poblada de la Mar Adriàtica. En l'actualitat la península està dividida entre tres Estats: Eslovènia, Croàcia i Itàlia.
El nom li fou donat per la creença que una branca del Danubi (en grec Ister) desaiguava a la mar Adriàtica. El país es va dir Istros (llatí Istrus). Però és molt possible que el nom nadiu dels seus habitants, els istris (llatí istri, grec istroi) donés peu a la creença que aquella era la zona on desaiguava l'Ister.

## Geografia de l'Ístria romana
Les principals ciutats foren:
- Pola (a l'extrem sud), colònia romana sota August
- Aegida (Capodistria/Koper), després Iustinopolis
- Parentum (Parenso/Parenzo/Poreč)
- Nesactium, prop de la desembocadura de l'Arsia (Arsa)
- Mutila (esmentada per Plini, desconeguda)
- Faveria (esmentada per Plini, desconeguda)
- Pucinum, esmentada per Ptolemeu i Plini, potser al país dels carnis al nord-oest de Trieste, podria ser Duino.
- Piquentum (Pikouenton), possiblement Pinguente/Buzet.
- Alvum o Alvon (Alouon), possiblement Albona/Labin, a l'est del riu Arsiu, fora ja d'Ístria.
- Ningum, esmentada a l'Itinerari d'Antoní, entre Tergeste i Parentium
- Humago (Umago/Umag), esmentada pel geògraf de Ravenna
- Neapolis (Citanova/Cittanova/Novigrad), esmentada pel Geògraf de Ravenna
- Ruvignio (Ruvèigno/Rovigno/Rovinj), esmentada pel Geògraf de Ravenna
- Piranon (Piràn/Pirano/Piran), esmentada pel Geògraf de Ravenna

L'extrem sud de la península es deia Promontorium Polaticum i després fou la Punta di Promontore, sota domini venecià. El golf a continuació es deia Flanaticus Sinus, i amb italià Golfo di Mendolino.

## Geografia moderna

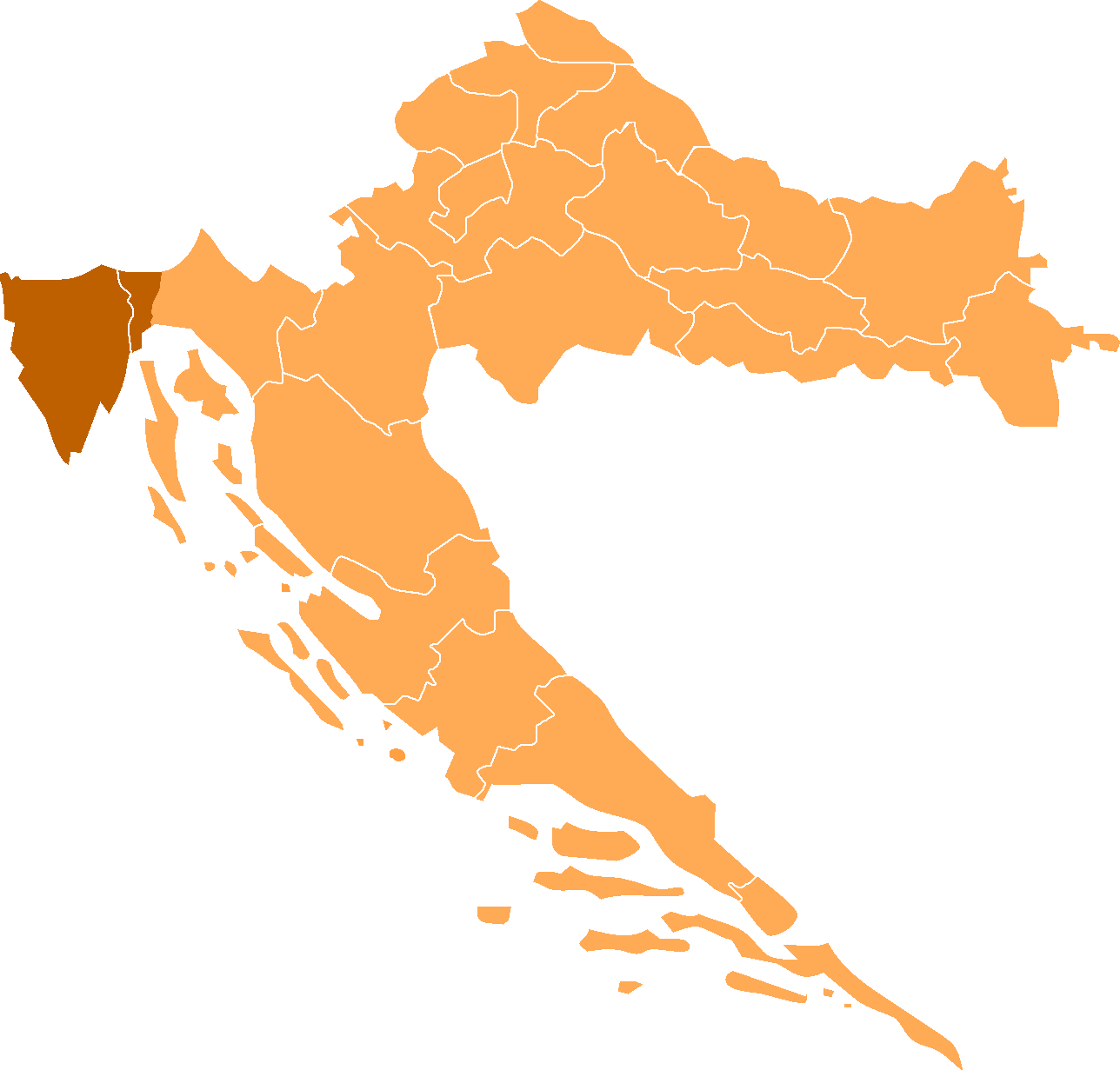
Part de Croàcia de la península Ístria respecte a tota Croàcia.

La regió actualment està dividida entre Eslovènia, Italia i Croàcia; 1/5 part de la península al nord correspon a Eslovènia (excepte Trieste i rodalia que pertany a Itàlia) i el triangle que forma la resta (4/5 de la península) correspon a Croàcia. Les ciutats principals són les següents:
- a l'Estat italià: Trieste (en eslovè Trzaski i el golf Trzaski Zaliv)
- a Eslovènia:
  - Koper (en vènet i italià Capodistria)
  - Piran (en vènet Piràn, en italià Pirano)
- a Croàcia:
  - Pula (en istriot Puola, en vènet i en italià Pola)
  - Opatija (en vènet Abazia, en italià Abbazia)
  - Rovinj (en istriot Ruvèigno, en vènet i ìtalià Rovigno)
  - Poreč (en vènet Parenso, en italià Parenzo)
  - Umag (en vènet i italià Umago)

El cap o extrem sud de la península es la Kamenjak; el pas per mar es diu Kvarner (Càrnaro, Quarnaro); i el golf de l'extrem oriental de la península és el Rijecki zaliv (golf de Fiume).

## Clima
- L'Ístria central (Pazin) té clima continental.
- La costa eslovena de la península (Ankaran, Koper, Izola) gaudeix d'un clima submediterrani
- L'oest i el sud de la costa (Piran, Portorož, Novigrad, Rovinj, Pula) són de típic clima mediterrani.
- L'est (Rabac, Labin, Opatija) són de clima submediterrani amb influències del clima oceànic.
- La zona més humida està localitzada a les localitats de Pola i Rovinj, mentre que la més freda és a Pazin.
- Les precipitacions són moderades, entre 636 i 1016 mil·límetres a les zones costaneres i més de 1.500 mil·límetres a les zones muntanyoses.

## Composició ètnica
Com hem vist, la península és de clara majoria eslovena a l'extrem septentrional, i croata a la resta. Això no obstant, Ístria ha constituït i constitueix encara un microcosmos multiètnic d'enorme interès. Hi tenen presència significativa, des del punt de vista tant històric com numèric, les minories següents:
- vènets (també coneguts zonalment com a istrovènets), presents en tota la zona costanera, on s'introduïren durant el període de domini de la República de Venècia. Hi constitueixen el tercer poble més nombrós d'Ístria, darrere eslovens (a la zona eslovena) i croats (a la croata), i són la base demogràfica en què es basà històricament l'irredemptisme italià, que donava per descomptada la presumpta italianitat dels vènets. Aquests, com el del Vèneto, estan bilingüitzats en italià, llengua que usen en funcions d'estàndard propi. En conseqüència, d'ençà la segona postguerra mundial l'italià és la llengua que els reconeixen Eslovènia i Croàcia i que compta amb una certa cooficialitat als municipis amb presència vèneta.
- istriots, únic poble romànic autòcton d'Ístria. En l'actualitat, i al cap de segles de contracció del domini lingüístic, parlen istriot un miler de residents en set municipis de la costa sud-occidental; principalment, a Rovinj i Vodnjan.
- istroromanesos, parlants de l'istroromanès, un dels quatre grups dialectals que constitueixen la llengua romanesa, i el més proper al dacoromanès, base de l'estàndard. Arribats a Ístria, procedents dels Balcans, en algun moment entre els segles xiii i xv, habiten al sector croat, on constitueixen dos illots separats entre si, entorn de Žejane (Jeiăn), al nord, i de Šušnjevica (Șușnievița), al sud. Actualment s'estima que la llengua compta a penes uns dos-cents parlants.

Encara hi hagué dues altres comunitats nacionals presents a Ístria, però que foren absorbides pels pobles veïns abans del segle xx:
- morlacs, de llengua romanesa, però no relacionats directament amb els istroromanesos. Els d'Ístria, com els de Croàcia i Bòsnia-Hercegovina, entraren en un procés multisecular d'eslavització que culminà al segle xviii. Llurs descendents són croats.
- istroalbanesos, un grup d'albanesos atrets per la repoblació promoguda per la República de Venècia. Residien entorn de Poreč. L'albanès s'hi extingí a la darreria del segle xix quan va ser substituït pel serbocroat.

## Història antiga
Ístria fou conquerida pels romans el 177 aC i August la va incorporar a la regió de Venetia dins l'administració d'Itàlia amb límit al sud en el riu Arsia (italià Arsa) i al nord al riu Formio (Plini exclou Tergeste, moderna Trieste, d'Ístria, però Claudi Ptolemeu l'inclou i fa el riu Timavus el límit nord).
Al segle iv els consularis (governadors) de Venetiae et Histriae, eren sota jurisdicció del vicari d'Itàlia.
Va passar a domini dels ostrogots i després dels romans d'Orient el 539 sota els que va restar fins al 752, i al segle vii fou saquejada per àvars i eslaus.

## Edat mitjana
El 752 va passar als llombards i va romandre en les seves mans fins al 774 quan va tornar als romans d'Orient, per acabar finalment el 789 cedida als francs i successivament al Regne d'Itàlia i després al de Germània.
El 952 el rei Otó I de Germània la va cedir als ducs de Baviera i el 976 Otó II la va cedir als ducs de Caríntia. Dins del ducat va formar un marcgraviat després comtat.
Fou donada en feu als Eppenstein dels que va passar als Sponheim, i finalment a la casa ducal d'Andechs-Meran. Algunes ciutats com Pola, es van afermar com comunes independents i es van aliar a Venècia.
El 1209 el patriarcat d'Aquileia va rebre en feu una bona part d'Ístria mentre la resta (amb capital a Pisino, la moderna Puzin) va passar als comtes de Gorízia. Les ciutats d'Ístria van estar en guerra contra el Patriarca i finalment van anar passant a Venècia, la darrera Pola el 1331. La resta d'Ístria va passar després d'una conflictiva successió a la dinastia Habsburg, i a l'anomenat comtat d'Ístria es va unir després el comtat de Mitterburg que incloïa la regió de Trieste.

## Història moderna
Amb la liquidació de la República de Venècia, l'Ístria veneciana va passar a Àustria el 1797 pel tractat de Campo Formio.
Fou ocupada per França el 19 de novembre de 1805, i per la Pau de Presburg fou cedida a França i unida al regne napoleònic d'Itàlia de l'1 de maig de 1806 al 1809, com a departament d'Ístria, que formà des del 1808 un ducat concedit al mariscal Bessières.
El 14 d'octubre de 1809 Napoleó va unir Ístria, Trieste i Gorízia a les Províncies Il·líriques tot formant-hi dues províncies, Trieste i Gorízia. El 15 d'abril de 1811 va formar la intendència d'Ístria, una provincia de l'Imperi que del 30 de juny del 1811 al 18 de setembre de 1881 fou dividida en dos districtes militars, Capodistria i Rovigno.
La intendència fou ocupada a les darreres setmanes de 1813 pels austriacs, els quals van entrar a Trieste el 30 de maig de 1814. Àustria va dividir el territori en els districtes de Trieste i Fiume. El Congrés de Viena els va reconèixer la possessió i es va constituir (1816) en part del nominal Regne austríac d'Il·líria. El 1849 es va constituir la província d'Ístria amb una dieta provincial.
En aquest període s'hi constatà la densa majoria demogràfica eslava (eslovena i croata). Els presumptes italians en realitat eren vènets, i tan sols eren presents en zones costaneres, amb majoria relativa en algunes ciutats voltades de ruralia eslavòfona. Com a mecanisme compensatori davant la realitat minoritària dels presumptes "italians", una certa historiografia nacionalista italiana ha bastit la idea que, posats a reconèixer que són efectivament minoria, es deu a males arts de l'enemic hereditari: Àustria hauria afavorit el poblament d'eslaus (eslovens i croats) per por de l'irredemptisme italià. Mentrestant, la política de desenvolupament comercial que impulsaven les autoritats habsbúrgiques determinà indirectament una considerable expansió territorial del vènet, que substituí el furlà a Trieste i Muggia a cavall dels segles xviii i xix, així com l'istriot a Pula a partir de mitjans segle xix.
Al final de la Primera Guerra Mundial (tractat de Saint-Germain-en-Laye del 1919) Ístria va passar a Itàlia, que, com als altres territoris annexats, de seguida hi imposà l'italià i engegà una persecució brutal contra les llengües i cultures de la majoria autòctona, eslovè al nord i croat a la major part de la península; persecució que, tot seguit, el règim feixista duria al paroxisme (amb istriots i istroromanesos com a víctimes afegides).
El 1943 fou ocupada pels alemanys, però reconquerida pels iugoslaus el 1945, en què passà sota control britànico-estatunidenc. Com en altres regions ocupades per Itàlia d'ençà 1919, els partisans eslovens i croats engegaren una venjança general contra els vènets, percebuts com a "italians", els quals identificaven amb el feixisme i culpaven col·lectivament de complicitat amb les brutalitats del règim d'ocupació i la política d'italianització forçada. El tractat de pau de París de 1947 va assignar Ístria a la República Federal Socialista de Iugoslàvia, a excepció d'una petita zona a la part nord-oest que formava el Territori Lliure independent de Trieste. Als territoris assignats a Iugoslàvia es produí l'èxode de gran part de la població vèneta; en tot el conjunt (Eslovènia Occidental, Ístria i Dalmàcia),unes 3o0.000 persones. L'evacuació dels residents la van organitzar les autoritats militars civils i aliades italianes el març de 1947, en previsió del pas de la ciutat del control del govern militar aliat dels territoris ocupats al govern iugoslau, previst per al setembre de 1947. El Territori lliure de Trieste va quedar sota administració italiana des del 1954 al dissoldre's el govern del territori. La regió fou poblada sobretot amb croats i eslovens. La ciutat va agafar el nom de Pula.
En el marc de Iugoslàvia, Ístria fou dividida entre Croàcia i Eslovènia seguint criteris ètnics. Les fronteres internes de Iugoslàvia es van conservar en accedir Eslovènia i Croàcia a la independència el 1991.

## Galeria

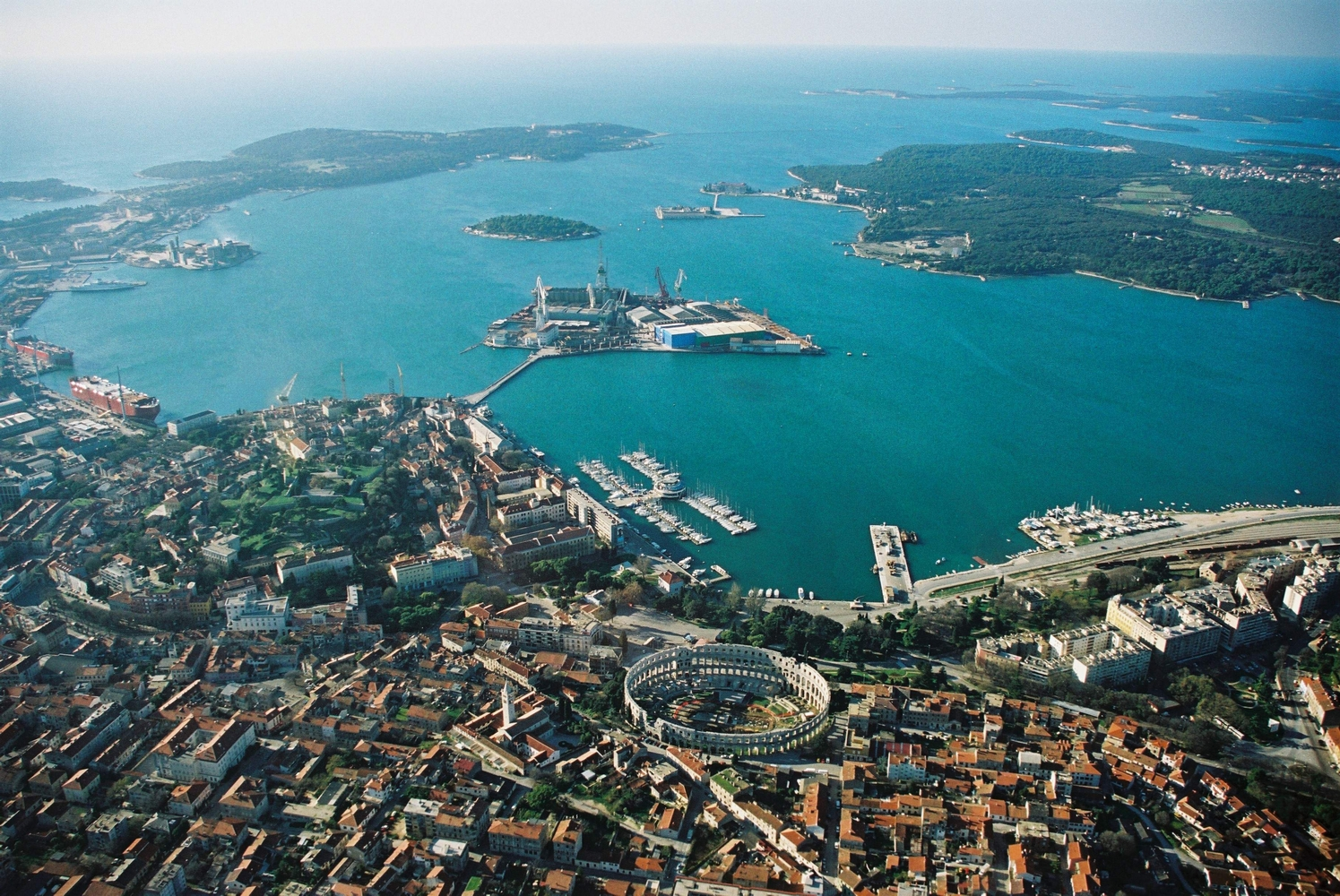
Visió aèria de Pula/Pola
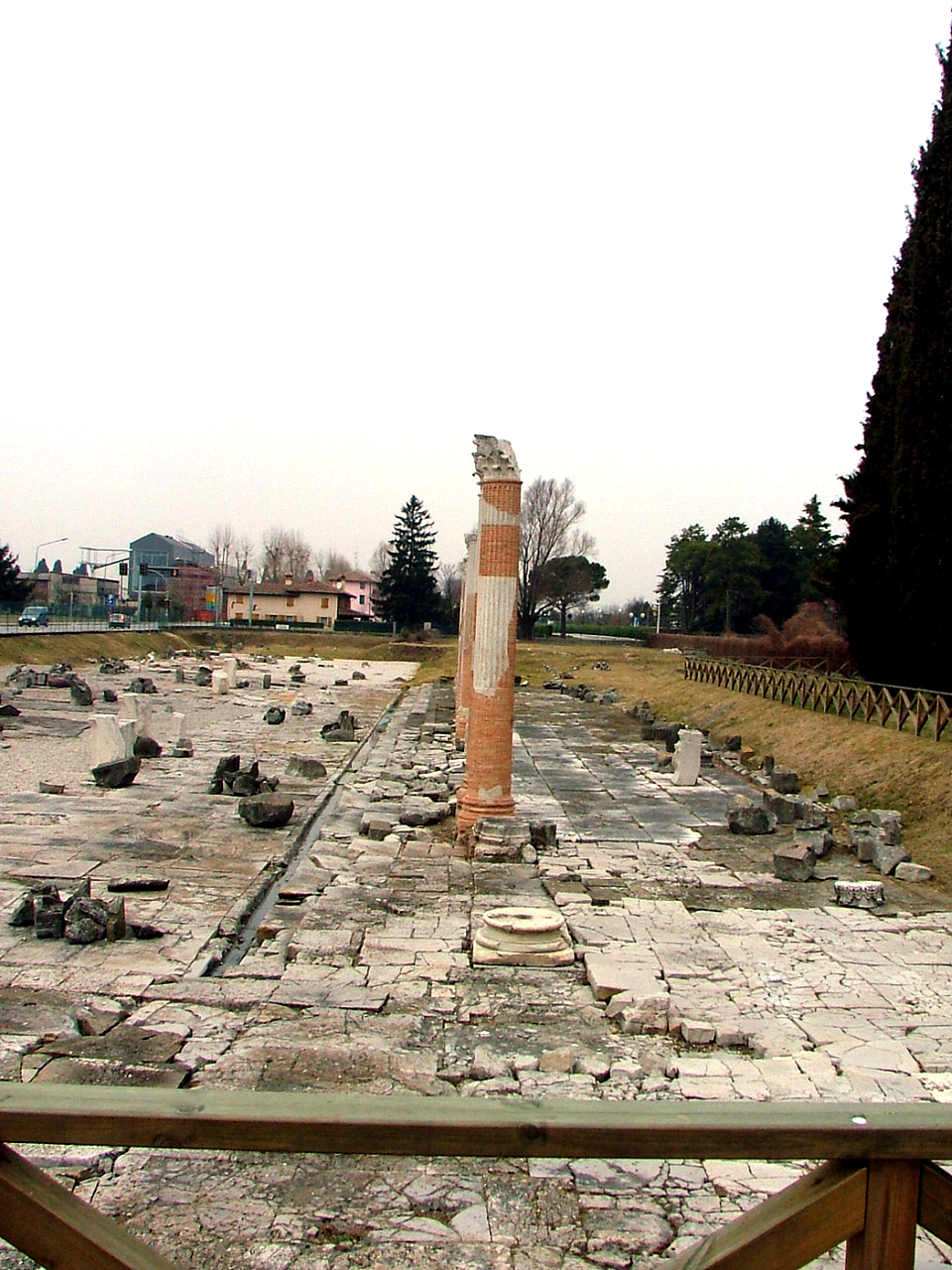
Forum a Pula/Pola
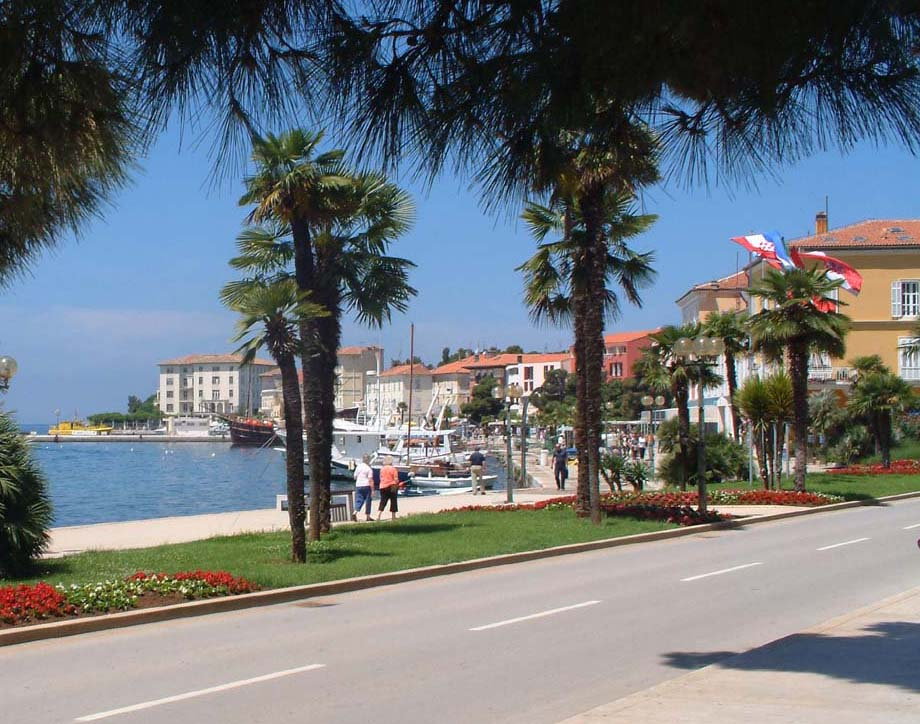
La riva de Poreč/Parenzo
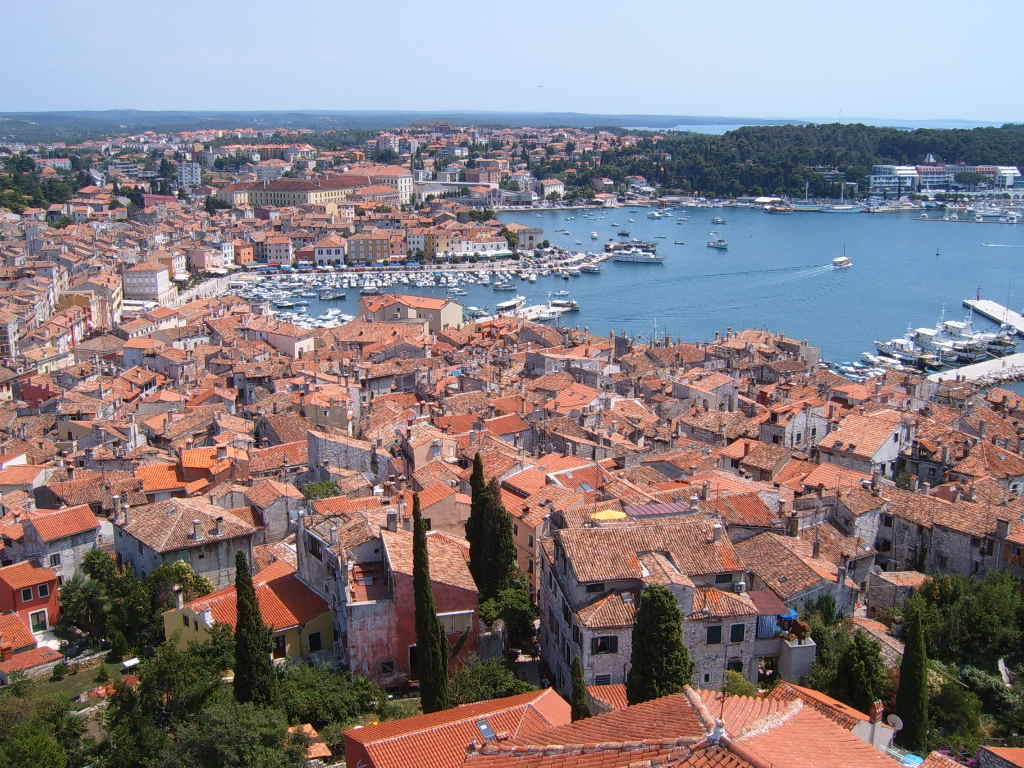
Rovinj/Rovigno, vist des del campanar de l'església de Sv. Eufemija
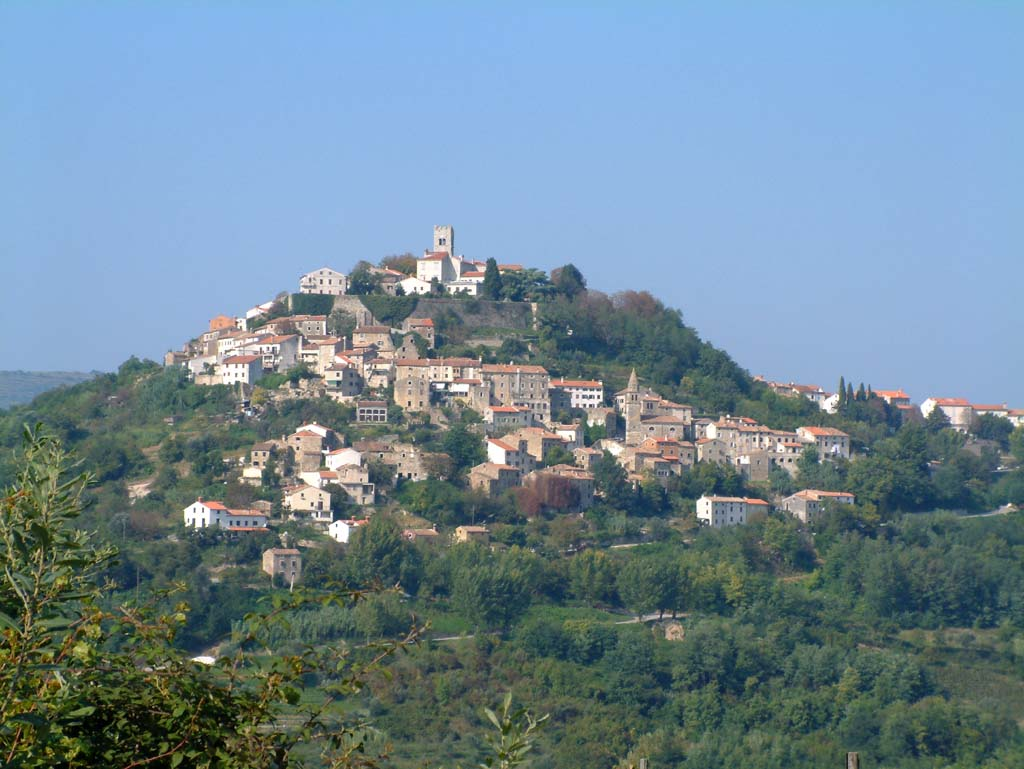
Motovun/Montona
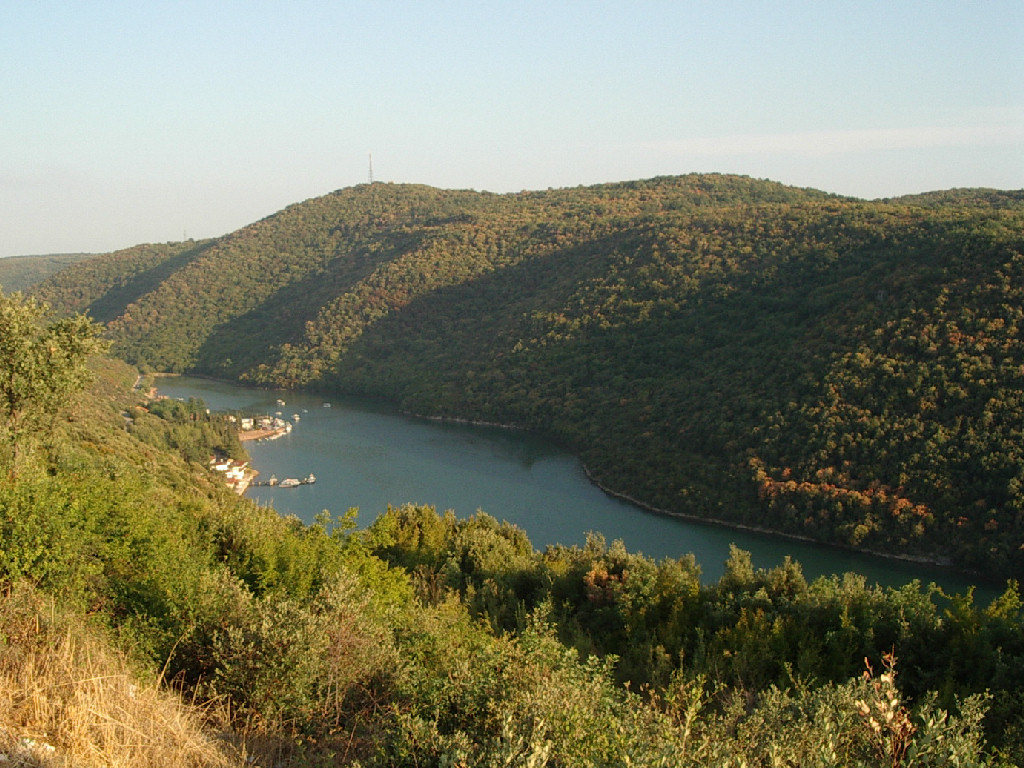
Canal de Lim
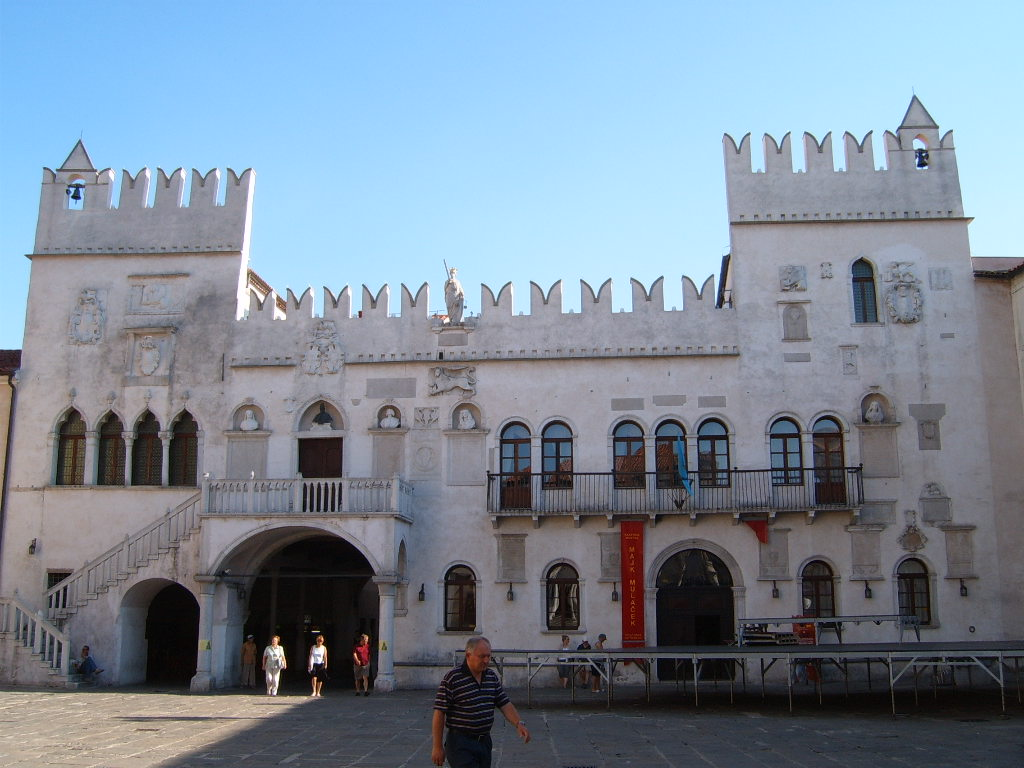
Palau pretorià de Koper/Capodistria